# あさがおのポートレート
『あさがおのポートレート』は、立川恵の漫画作品。立川恵の初期読切作のひとつで、初期代表作。

## 概要
「なかよし」（講談社）の1992年8月増刊号に掲載。立川恵のデビュー後3作目の作品。人魚姫をモチーフとしている。
立川恵の初期読切作の中では最も評価の高い作品のひとつとして知られ、初連載作品である『熱烈台風娘』や初期代表作『夢食案内人』、現在の代表作である『怪盗セイント・テール』が登場する以前は、この作品が代表作として据えられる事もあった。
KCなかよし『怪盗セイント・テール』単行本第1巻に所収。

## あらすじ
公園のジャングルジムの1番低いところに咲いている、1番小さなあさがおは、毎日そこを通るアイスクリームを売っている男の子を好きになってしまう。ある日、おてんとうさまにお願いして、1週間だけ人間にしてもらう。

## 登場人物
沙綾（さあや）
公園のジャングルジムの1番小さな朝顔。毎日そこを通るアイスクリーム屋の男の子・一馬を好きになり、おてんとうさまにお願いして人間にしてもらう。つると引き換えに人間の姿を、葉と引き換えに家と家族をもらう。また、1週間のうちに恋が実らなければ、空にとけてしまうので、その際朝顔に戻れるように、花びらと引き換えに変化の魔法をもらう。素直な性格の女の子。
一馬（かずま）
公園でアイスクリームを売っている男の子。画家志望。しかし、家族に反対されてしまう。絵具購入のためにバイトをしている。優しいが、女の子が苦手である。